# Johann Grueber

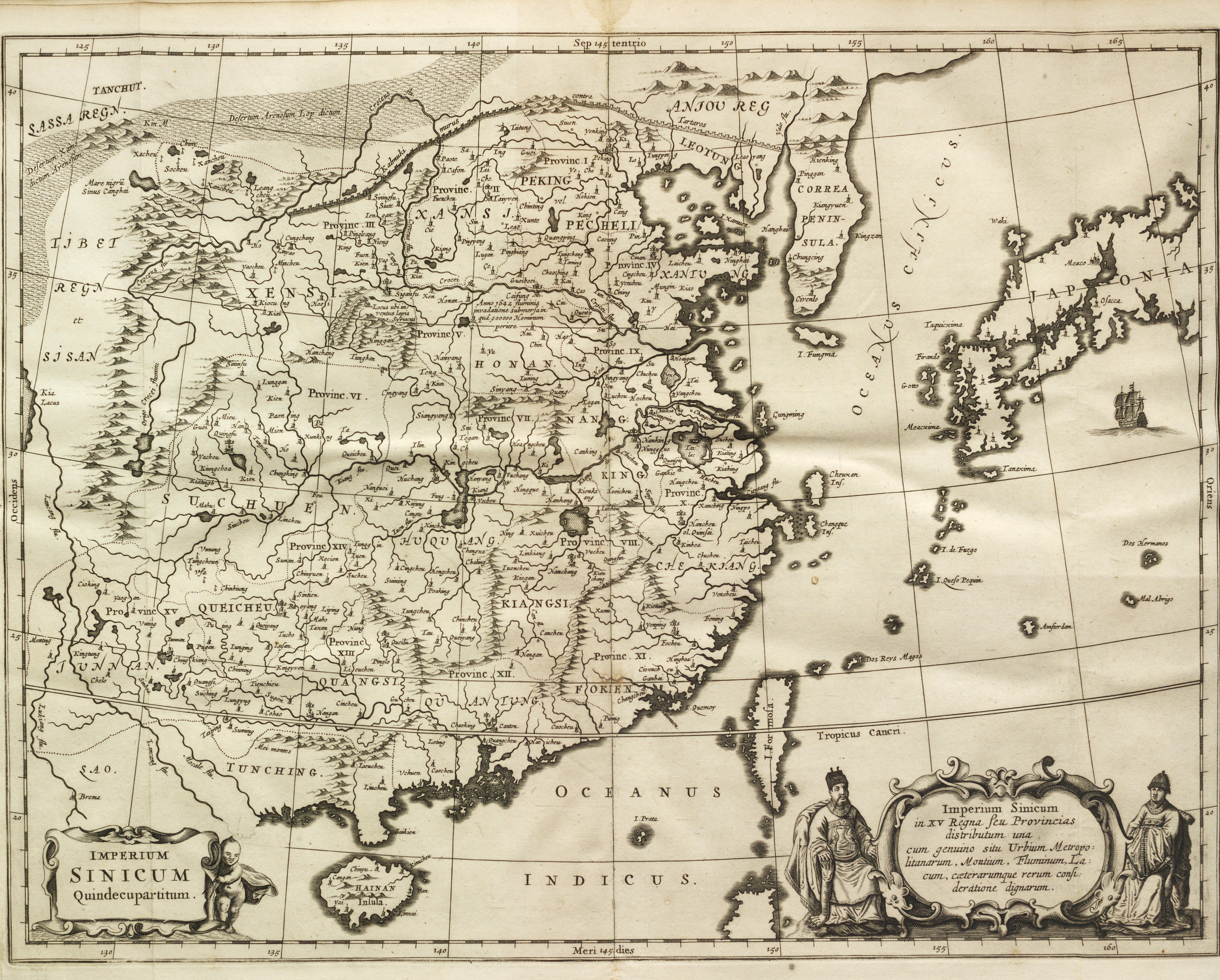
De China Illustrata (1667) van Athanasius Kircher, waarop Gruebers reis is beschreven.

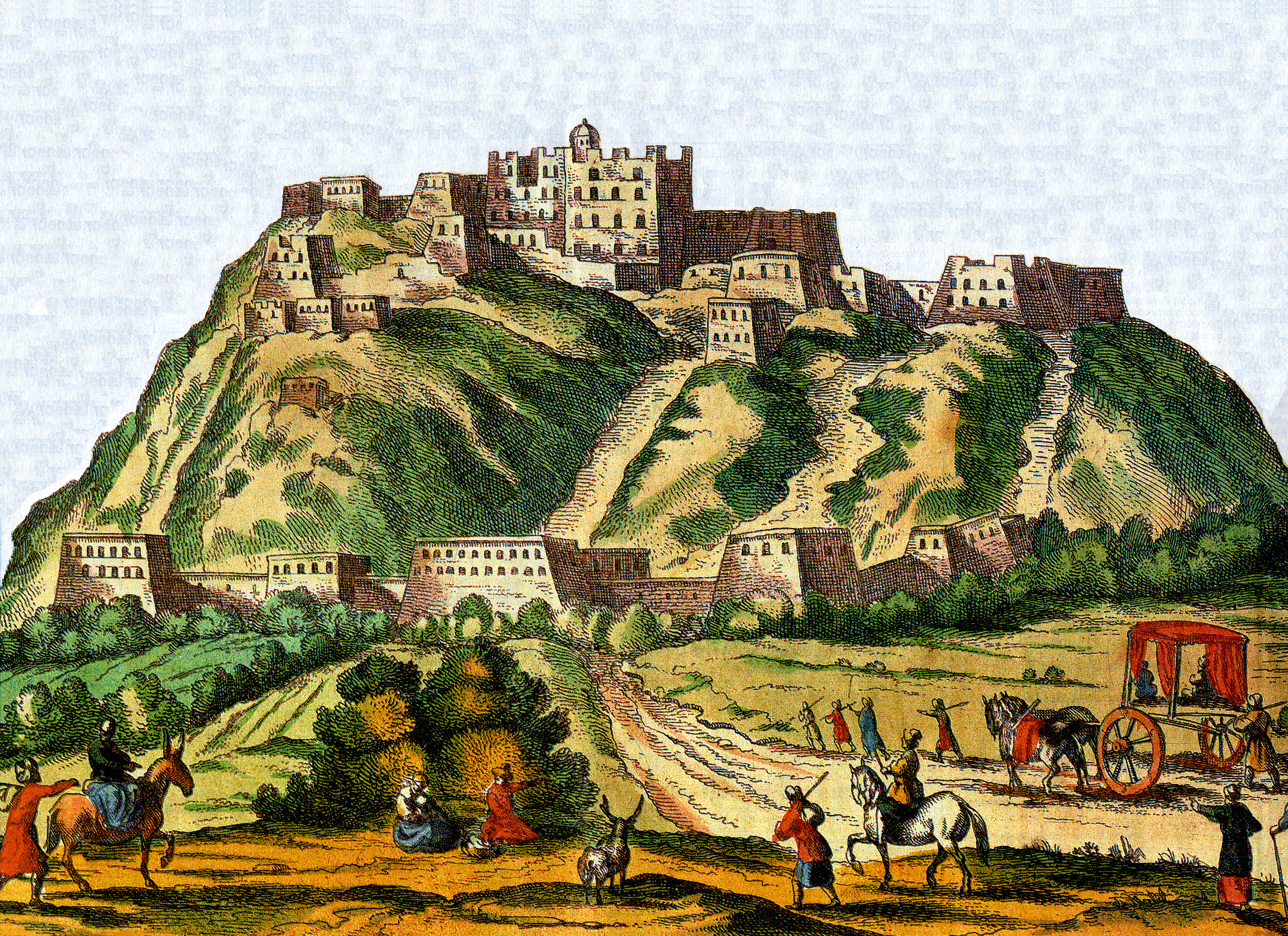
Lhasa, 1661, tekening van Grüber

Johann Grueber (Linz, 28 oktober 1623 - Sárospatak, 30 september 1680) was een Hongaars-Oostenrijks jezuïtisch ontdekkingsreiziger en missionaris in Azië. Hij lukte hem als tweede Europeaan na Odoric van Pordenone om Tibet binnen te komen en hij bracht als eerste Europeaan ooit een boodschap over van de paus aan de dalai lama (Ngawang Lobsang Gyatso). In 1659 werkte hij als kunstschilder en landkaartentekenaar aan het hof in Peking.

## China
In 1640/'41 sloot hij zich bij de jezuïeten aan. In 1656 sloot hij zich aan bij de missie van de jezuïeten in China. In Peking werkte hij samen met Adam Schall von Bell op het Astronomisch Bureau. In 1661 werd hij naar Rome teruggeroepen. De route over zee was echter door de Nederlandse blokkade van Macau onmogelijk.

## Terugreis via Lhasa
Grueber en zijn Brusselse begeleider Albert Dorville besloten daarom de landweg over Tibet en India te nemen. Ze bezochten de geheimzinnige stad Lhasa en leverden de eerste bruikbare informatie en het gedurende 200 jaar enige beeld van de stad. In Agra bezweek zijn begeleider aan de gevolgen van de barre tocht.
Hij zou de vijfde dalai lama later beschrijven als een duivelse God de Vader die diegenen doodt die weigeren hem te aanbidden.

## Vervolg naar Europa
Hij vervolgde zijn reis naar Europa met de Zwaab Heinrich Roth en ze kwamen op 20 februari 1664 aan in Rome. De reis wekte grote bewondering en zijn reis werd door Athanasius Kircher in 1667 gedetailleerd beschreven in de China illustrata. Grueber bracht zijn laatste jaren door als aalmoezenier in Transsylvanië.